# Конюшина їжакувата
{{#ifeq:0|0|{{#if:|{{#if:Trifoliumechinatum|[[]}}|}}}}
Конюшина їжакувата або конюшина їжакова (Trifolium echinatum) — вид трав'янистих рослин родини бобові (Fabaceae), поширений у пд.-сх. Європі й зх. Азії. Етимологія: дав.-гр. ἐχῖνος — «їжак» або «морський їжак».

## Опис
Однорічна рослина 15–40 см заввишки. Головки більш дрібні; віночок удвічі довший від чашечки; трубка чашечки з непомітними жилками, листочки клиноподібні. Самозапильна рослина.

## Поширення
Європа: Італія, Мальта, Словенія, Хорватія, Боснія й Герцеговина, Албанія, Чорногорія, Сербія, Македонія, Греція, Болгарія, Румунія, Угорщина, Північний Кавказ — Росія, Крим — Україна; Азія: Кіпр, Туреччина, Вірменія, Грузія, Азербайджан, Ліван, Ізраїль, Йорданія, Сирія, Іран (зх.), Ірак.
В Україні зростає на трав'янистих галявинах в рідколіссях — на ПБК (ок. м. Балаклави), дуже рідко. Входить до переліку видів, які перебувають під загрозою зникнення на території м. Севастополя.